# Перетин Ейнштейна
«Перетин Ейнштейна» (англ. The Einstein Intersection) — роман американського письменника Семюеля Ділейні 1967 року написаний у жанрі наукової фантастики. За цю книгу Ділені отримав премію Неб'юла 1967 в номінації за найкращий роман, а також його номінували на премію Г'юго 1968 за найкращий роман. Робочою назвою роману була Велична, Безформна порожнеча (англ. A Fabulous, Formless Darkness).
Вважають, що на книгу вплинув фільм Марселя Камю 1959 року Чорний Орфей. Головний герой роману Ло Дивак віддалено нагадує героя фільму Орфея, а Кід Смерть відповідно Смерть із фільму.

## Відгуки
Альгіс Будріс відмічає, що Ділені «як і будь-який автор, що спробував писати наукову фантастику, не є дисциплінованим» і що Перетин Ейнштейна є книгою «чия структура і мета не повністю реалізовані у власному розумінні», але проголошує, що Ділені «з точки зору поезії досяг висот про які не мріяли ні Роберт Гайнлайн, ні Джон Вуд Кемпбелл, ні навіть Теодор Стерджон і Рей Бредбері, ні жоден інший автор до 1960 року і „настійливо рекомендує“ роман».